# Municipio de Waldo (Ohio)
El municipio de Waldo (en inglés: Waldo Township) es un municipio ubicado en el condado de Marion en el estado estadounidense de Ohio. En el año 2010 tenía una población de 1143 habitantes y una densidad poblacional de 23,39 personas por km².

## Geografía
El municipio de Waldo se encuentra ubicado en las coordenadas 40°27′45″N 83°4′23″O / 40.46250, -83.07306. Según la Oficina del Censo de los Estados Unidos, el municipio tiene una superficie total de 48.86 km², de la cual 48,82 km² corresponden a tierra firme y (0,07 %) 0,04 km² es agua.

## Demografía
Según el censo de 2010, había 1143 personas residiendo en el municipio de Waldo. La densidad de población era de 23,39 hab./km². De los 1143 habitantes, el municipio de Waldo estaba compuesto por el 97,9 % blancos, el 0,17 % eran afroamericanos, el 0,87 % eran asiáticos, el 0,09 % eran isleños del Pacífico, el 0,17 % eran de otras razas y el 0,79 % eran de una mezcla de razas. Del total de la población el 0,79 % eran hispanos o latinos de cualquier raza.